# واستریوشان‌سالار
واستریوشان سالار در دوران ساسانی به شخصی گفته می‌شد که رئیس مالیات ارضی بود. لفظ واستریوشان سالار یا واستریوش بذ به معنی رئیس فلاحان است. مالیات ارضی بیشتر تحمیل فلاحان می‌شد چون میزان خراج را از روی حاصلخیزی زمین و خوبی و بدی محصول هر قسمت تشخیص می دادند. مسلماً واستریوشان سالار مأمور بوده است که در مورد محصول و زمین و آبیاری و سایر امور فلاحتی مراقبت کند. ظاهراً واستریوشان سالار ریاست امور مالیه را داشته‌است و تصور می‌رود که علاوه بر خراج املاک، وصول باج شخصی هم بعهده او بوده، زیرا که لقب هتخشبذ (رئیس صنعتگران) یعنی رئیس همه مردمانی که کار دستی انجام میدهند، مثل غلامان و دهقانان و تاجران و غیره نیز بر عهده داشته‌است. بنابر‌این، شخص واستریوشان سالار وزیر مالیه، وزیر فلاحت، وزیر صناعت و وزیر تجارت نیز بوده‌است.

## افراد منسوب به مقام واستریوشان
از افرادی که به مقام واستریوشان سالار رسیده‌اند، یکی قبل از جلوس بهرام پنجم موسوم به گشنسپ آذار، دیگر ماه گشنسب پسر مهر نرسه، دیگر یزدین که نصرانی بوده و در عهد خسرو پرویز می‌زیسته‌است، می‌توان نام برد.